# 女性韻
女性韻(feminine rhyme)は、詩行の終わりに2つかそれ以上の音節を押韻したもので、通常、最後の音節はアクセントの弱い音節になる。二重韻(double rhyme)とも呼ばれる。

## 英語詩
女性韻は英語詩においては、比較的稀で、通常は特殊効果として用いられる。しかし、ヒューディブラス的という詩形では、その喜劇的要素を表現するのに女性韻は重用され、また、リメリック詩でもユーモアを表すために風変わりな女性韻を使うことが多い。アイルランドの風刺作家ジョナサン・スウィフトの詩のほとんどは女性韻を用いている。
ウィリアム・シェイクスピアの『ソネット集』の中でもユニークな第20番は、女性韻のみを使って書かれている。
A woman’s face with nature’s own hand painted,
Hast thou, the master mistress of my passion;
A woman’s gentle heart, but not acquainted
With shifting change, as is false women’s fashion...
But since she prick’d thee out for women’s pleasure,
Mine be thy love and thy love’s use their treasure.
Gilding the object whereupon it gazeth
Much steals men's eyes and women's souls amazeth

## フランス語詩
フランス語詩における女性韻は、最後の音節が無音の「e」で構成されているものを言う。脚韻を成す語がたとえ男性名詞や形容詞男性形であっても、韻としては女性韻として扱われる。例を挙げると、
Souvent, pour s'amuser, les hommes d'équipage
Prennent des albatros, vastes oiseaux des mers,
Qui suivent, indolents compagnons de voyages,
Le navire glissant sur les gouffres amers.
(ボードレール、『信天翁』)
この詩行において、1行目と3行目に見られる脚韻が女性韻であるが、équipages(乗組員)、voyages(旅)はいずれも男性名詞複数形である。これにより、文法上の性と脚韻の性は必ずしも一致しないということがわかる。更に述べると、上の詩行の2行目と4行目は男性韻を構成しているが、mers(海)は女性名詞複数形である。このように最後の音節が無音のeで構成されない女性名詞は男性韻を構成することとなるのも、上で述べた通りである。

古典的な詩法に従って作られたフランス語詩では、男性韻と女性韻は交互に用いることが原則とされていた。脚韻の配置としては、上で例として挙げたように、男性韻と女性韻を交互に配置する交韻(仏:rimes croisées)や男性韻と女性韻を2行ずつ配する平韻(仏:rimes plates)または連続韻(仏:rimes suivies)、同一の脚韻を持つ2行が平韻の2行を挟むように配される抱擁韻(仏:rimes embrassées)がある。
- 平韻の例

Prenez garde, Seigneur. Vos invincibles mains
Ont de monstres sans nombre affranchi les humains.
Mais tout n'est pas détruit ; et vous en laissez vivre
Un... Votre fils, Seigneur, me défend de poursuivre.
(ラシーヌ、『フェードル』)
- 抱擁韻の例

Quels secrets dans son cœur brûle ma jeune amie,
Ame par les doux masque aspirant une fleur?
De quels vains aliments sa naïve chaleur
Fait ce rayonnement d'une femme endormie?
(ヴァレリー、『眠る女』)